# Āldāshīn
Āldāshīn (persiska: آلداشين) är en ort i Iran.   Den ligger i provinsen Ardabil, i den nordvästra delen av landet, 400 km nordväst om huvudstaden Teheran. Āldāshīn ligger 1 962 meter över havet och antalet invånare är 695.
Terrängen runt Āldāshīn är kuperad åt sydost, men åt nordväst är den bergig.Runt Āldāshīn är det ganska tätbefolkat, med 139 invånare per kvadratkilometer. Närmaste större samhälle är Sara'eyn, 5,7 km sydost om Āldāshīn. Trakten runt Āldāshīn består i huvudsak av gräsmarker.